# Surveiller et Punir: Naissance de la prison
Surveiller et Punir: Naissance de la prison (“Vigilar i castigar: Naixement de la presó") és un llibre del filòsof i historiador francès Michel Foucault, publicat originalment al 1975. És un examen dels mecanismes socials i teòrics que hi ha darrere dels canvis massius que es van produir en els sistemes de control social a Occident durant l'Edat Moderna, centrat en les escoles i les presons.

## Resum
Surveiller et Punir: Naissance de la prison està dividit en quatre parts: Suplici, Càstig, Disciplina i Presó.

### Suplici
Segons Foucault, des de l'Edat Mitjana el suplici era un rigorós model de demostració penal, el seu objectiu era el de manifestar la veritat que s'havia obtingut gràcies a la resta del procés penal, i que feia del culpable el pregoner de la seva pròpia condemna en portar el càstig físicament sobre el seu propi cos (passeig pels carrers, cartell, lectura de la sentència en els encreuaments...). A més, el suplici també consistia en un ritual polític, ja que en el dret de l'Edat Antiga el crim suposava sobretot un atac al sobirà, que era aquell del qui emanava la llei. Per tant, la pena no només havia de reparar el dany que s'havia comès, sinó que suposava també una venjança a l'ofensa que s'havia fet al rei.
No obstant, entre els segles XVII i XIX comencen a desaparèixer els suplicis, hagut de bàsicament a dos processos:
- La desaparició de l'espectacle punitiu. Els dies d'execució i de suplici eren moments propicis perquè es cometessin desordres entre el públic. A més, amb freqüència el condemnat arribava a convertir-se en objecte d'admiració. A partir del segle xix, el càstig passa a ser la part més oculta del procés penal.
- La relaxació de l'acció sobre el cos del delinqüent. Encara que les noves penes (treballs forçats, presó…) també són “físiques”, el cos es pren en elles com un mitjà per privar al delinqüent de la llibertat. L'objecte de l'operació punitiva deixa de ser fonamentalment el cos i passa a ser l'ànima. Deixa de jutjar-se simplement un fet delictiu per passar a jutjar-se tot un seguit de passions, instints, anomalies, inadaptacions, etc. amb les quals es qualifica als individus, els “delinqüents”, «no ja sobre el que han fet, sinó sobre el que són, seran i poden ser».[1] Això, a més, suposarà l'aparició de tot un seguit de experts (psiquiatres, educadors, funcionaris...) al voltant del càstig.

### Càstig
A partir de la segona meitat del segle xviii apareixen nombroses protestes en contra dels suplicis, que es consideren tant vergonyosos com a perillosos. Aquestes crítiques es basen sobretot en el concepte de “humanitat” com alguna cosa que s'ha de respectar fins i tot en el pitjor dels assassins. No obstant això, segons Foucault, aquestes crítiques amaguen una mica més profund: la cerca d'una nova “economia del càstig”.
Els canvis socials del segle xviii, i fonamentalment l'augment de la riquesa, suposen una disminució dels crims de sang i un augment dels delictes contra la propietat. En aquest context, la burgesia emergent sent la necessitat d'un exercici més escrupolós de la justícia, que castigui tota petita delinqüència que abans deixava escapar i per la qual el suplici resulta totalment desmesurat. Per tant, el que demanen els reformadors al llarg de tot el segle xviii és «castigar amb una severitat atenuada, potser, però per castigar amb més universalitat i necessitat».
En aquest context, es considera que el delicte ataca a la societat al complert, que té el dret de defensar-se d'ell i de castigar-ho. El càstig ja no pot concebre's com una venjança, sinó que es justifica a partir de la defensa de la societat i de la seva utilitat per al cos social (apareix, així, la importància de la prevenció del delicte). Aquest nou poder de castigar es basa en sis regles bàsiques:
- Regla de la quantitat mínima: Es comet un crim perquè s'espera obtenir avantatges. Per tant, el càstig ha de superar, però només una mica, aquests avantatges.
- Regla de la idealitat suficient: L'eficàcia de la pena descansa en el desavantatge que s'espera d'ella. Per tant, el càstig ha de basar-se, sobretot, en la representació que el possible delinqüent fa d'ell.
- Regla dels efectes laterals: Els efectes més intensos no s'han de produir en el culpable, sinó en els quals poguessin arribar a ser-ho.
- Regla de la certesa absoluta: S'ha de tenir una seguretat de que el delicte serà castigar i no quedarà impune. Per tant, l'aparell de justícia ha d'anar unit a un òrgan de vigilància: la policia i la justícia han d'anar juntes.
- Regla de la veritat comuna: Seguint les regles del mètode científic, la investigació abandona l'antic model inquisitorial per adoptar el de la recerca empírica.
- Regla de l'especificitat òptima: És necessari que totes les infraccions estiguin especificades. A més, ha d'haver-hi una individualització de les penes, perquè s'acomodin a les característiques de cada delinqüent, que es percep com un individu al que és necessari conèixer. Aquí tindran acomodament les ciències humanes i socials aplicades a la penalitat.

Les noves penes que es busquen per desenvolupar aquesta nova tecnologia del càstig han de complir diverses condicions:
- Han de ser el menys arbitràries possible: el vincle entre delicte i càstig ha de ser immediat.
- Cal basar-se en els interessos del possible delinqüent: si l'interès és la força que mou al delicte, cal utilitzar aquesta mateixa força per evitar-ho.
- És necessària una modulació temporal: Una pena definitiva suposaria que el treball que s'inverteix en el delinqüent seria desaprofitat, ja que el delinqüent regenerat no tornaria a la societat
- El càstig afecta sobretot als possibles delinqüents; el culpable no és més que un dels seus blancs. A més, els càstigs poden ser considerats com una retribució que el culpable dona a cadascun dels seus conciutadans pel crim que ha perjudicat a tots.
- El càstig públic ha de ser com un llibre de lectura, on puguin llegir-se les pròpies lleis; els càstigs han de ser una escola i no una festa.
- Cal acabar amb la glòria ambigua dels criminals, com la que apareixia en els romanços populars.

### Disciplina
En aquesta tercera part, Foucault passa a fer una anàlisi dels canvis en institucions com hospitals, casernes, escoles, etc., amb la finalitat de relacionar les noves formes de control dels individus que apareixen en aquests escenaris amb l'anàlisi de l'economia del càstig.

#### Les disciplines
A partir del segle xviii hi ha un descobriment de tècniques que permeten un control minuciós del cos i li imposen docilitat i que es recullen en reglaments militars, escolars i hospitalaris. Foucault denomina a aquestes tècniques “disciplines”.
Les disciplines basen el seu èxit en la utilització d'instruments simples:
- Vigilància jeràrquica: La vigilància ha de ser una mirada que vegi sense ser vista. Per exemple, començaran a construir-se edificis que no estiguin fets per ser vists (palaus) ni per veure l'exterior (fortaleses), sinó per permetre un control interior. D'aquesta forma es van constituint l'hospital-edifici (com a instrument de l'acció mèdica), l'escola-edifici (com a màquina-pedagògica), etc.
- Càstig disciplinari:
  - En tots els sistemes disciplinaris funciona algun tipus de mecanisme penal: les seves pròpies lleis, els seus càstigs especificats, les seves normes de sanció...
  - El que la disciplina castiga realment són les desviacions. Els càstigs disciplinaris estan per fer respectar un ordre artificial (un reglament), però també un ordre “natural”, definit per uns processos naturals i observables, com la durada d'un aprenentatge o el nivell d'aptitud aconseguit.
  - Atès que el càstig disciplinari té per funció reduir les desviacions, ha de ser fonamentalment correctiu.
  - Totes les conductes i les qualitats es qualifiquen a partir dels dos pols del bé i el mal, i sobre això es pot establir una quantificació que permet obtenir un balanç. D'aquesta forma, el que es qualifica ja no són les accions, sinó als individus mateixos.
  - Aquesta comptabilitat de premis i sancions permet establir amb exactitud el rang de cadascun, de manera que la disciplina és capaç de premiar simplement concedint ascensos i de castigar degradant.
  - Per tant, el càstig del poder disciplinari no tendeix a l'expiació, sinó a la normalització.
- Exàmen: L'examen «és una mirada normalitzadora, una vigilància que permet qualificar, classificar i castigar».[3] L'examen, que va a ser absolutament essencial en la constitució de les ciències humanes i socials, es basa en els següents mecanismes:
  - Tradicionalment, el poder és el que es veu, i allò sobre el que s'exerceix roman en l'ombra. No obstant, el poder disciplinari s'exerceix fent-se invisible, i en canvi exerceix sobre els qui s'exerceix una visibilitat obligatòria.
  - L'examen va acompanyat d'un sistema de registre i d'acumulació documental. D'aquesta forma, l'individu es constitueix en objecte descriptible, analitzable, que s'estudia en els seus trets particulars i en la seva evolució individual; i d'altra banda es constitueix un sistema comparatiu que permet l'estudi de fenòmens globals i la descripció de grups.
  - L'examen fa de cada individu un “cas”. Abans, el ser descrit i seguit detalladament era un privilegi; amb l'examen, en canvi es fa d'aquesta descripció detallada un mitjà de control i dominació.

Tot això suposa una construcció diferent de la individualització. En l'Antic Règim, contra més poder es té més marcat s'està com a individu (mitjançant rituals, representacions...). En canvi, en un règim disciplinari el poder es torna més anònim i funcional i per contra s'individualitza més a aquells sobre els que el poder s'exerceix amb més força. És precisament el que se surt de la norma (el nen, el malalt, el boig, el condemnat) el que es descriu i registra més rigorosament.

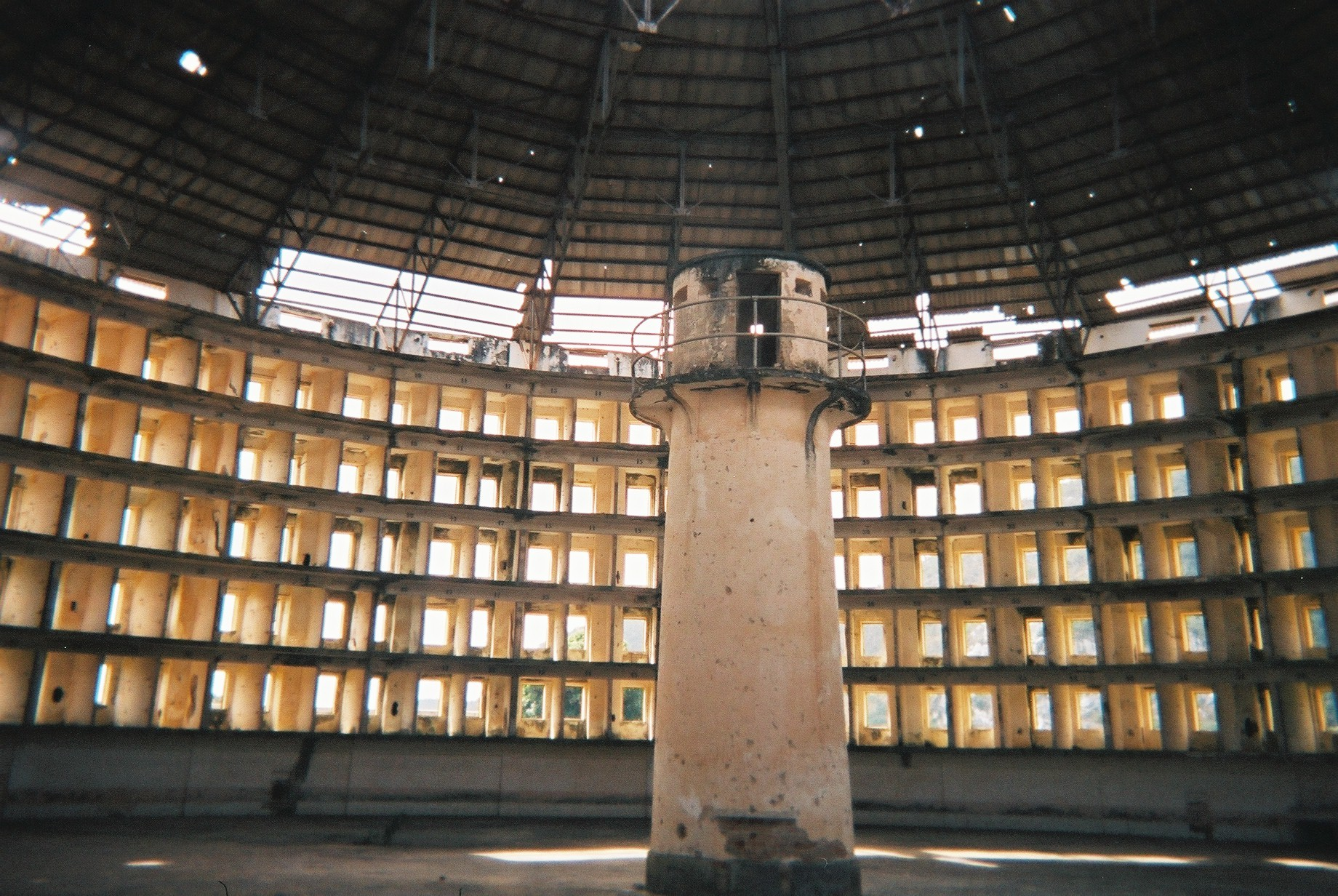
Panòptic implementat en el Presidio Modelo, Illa de la Joventut, Cuba.

#### Panoptisme
Segons Foucault, els principis anteriors es materialitzen en el panòptic que Jeremy Bentham va dissenyar com a edifici perfecte per exercir la vigilància. L'efecte més important del panòptic és induir en el detingut un estat conscient i permanent de visibilitat que garanteix el funcionament automàtic del poder, sense que aquest poder s'estigui exercint de manera efectiva a cada moment, ja que el presoner no pot saber quan es vigilat i quan no. El panòptic serveix també com a laboratori de tècniques per modificar la conducta o reeducar als individus, per la qual cosa no només és un aparell de poder, sinó també de saber.
El panòptic permet perfeccionar l'exercici del poder, ja que permet reduir el nombre dels quals ho exerceixen i multiplicar el d'aquells sobre els que s'exerceix. A més, permet actuar fins i tot abans que les faltes es cometin, prevenint-les. Sense un altre instrument que l'arquitectura, actua directament sobre els individus.
D'aquesta manera apareix una “societat disciplinària” a causa de l'extensió de les institucions disciplinàries:
- Anteriorment es demanava a la disciplines sobretot que exercissin un paper de neutralització del perill per a la societat o per al sobirà. Ara, en canvi, el que es demana d'elles és augmentar la utilitat dels individus. Per això tendeixen a implantar-se en els sectors més centrals i productius de la societat.
- Els mecanismes disciplinaris tendeixen a sortir dels àmbits concrets en els quals funcionaven per aparèixer en tot l'entramat social. A més, les institucions deixen d'exercir una vigilància únicament interna i comencen a exercir un control també sobre l'exterior (els hospitals exerceixen la vigilància de la salut general de la població, per exemple).
- Hi ha una tendència a la nacionalització dels mecanismes de disciplina. Per exercir-se, el poder ha d'apropiar-se d'instruments de vigilància permanent, exhaustiva, omnipresent.

Per punt, com assenyala Foucault, «la “disciplina” no pot identificar-se ni amb una institució ni amb un aparell. És un tipus de poder i una modalitat per exercir-ho».

### Presó
Encara que la presó no era una cosa nova, en el pas del segle xviii al XIX comença a imposar-se com a càstig universal a causa que presenta certs avantatges respecte a les anteriors formes de pena:
- En una societat en la que la llibertat és el bé per excel·lència, la seva privació també apareix com un mal per a tothom, per la qual cosa apareix com un càstig “igualitari”.
- La presó permet quantificar exactament la pena mitjançant la variable de temps.
- La presó assumeix un paper d'aparell per transformar els individus i per a això reprodueix, accentuats, tots els mecanismes disciplinaris que apareixen en la societat.

Els principis fonamentals sobre els quals s'assenterà la presó per poder exercir una educació total sobre l'individu són els següents:
- L'aïllament del condemnat, garanteix que el poder s'exercirà sobre ell amb la màxima intensitat, ja que no podrà ser contrarestat per cap altra influència.
- El treball, que està definit com un agent de la transformació penitenciària. No és la producció en si el que es considera intrínsecament útil, sinó els efectes que exerceix sobre el penat, que s'ha de transformar en un individu que segueix les normes generals de la societat industrial.
- La modulació de la pena, que permet quantificar exactament les penes i graduar-les segons les circumstàncies. A més, la durada de la pena ha d'ajustar-se a la transformació del reclús al llarg d'aquesta pena. Ara bé, això implica que ha d'haver-hi una autonomia del personal que administra la pena: el director de la presó, el capellà, i més endavant psicòlegs o assistents socials. És el seu judici, en un sentit de diagnòstic científic, el que ha de portar a la modulació o fins i tot suspensió de la pena.

D'aquesta manera apareix dins de la presó un model tècnic-mèdic de la curació i de la normalització. La presó es converteix fonamentalment en una màquina de modificar l'ànima dels individus. El penal i el psiquiàtric s'entremesclen. La delinqüència es va a considerar com una desviació patològica que pot analitzar-se com un altre tipus de malaltia. A partir d'aquí pot establir-se el coneixement “científic” dels criminals: apareix la criminologia com a ciència. Així, la presó es converteix en una espècie d'observatori permanent de la conducta: en un aparell de saber.
Foucault assenyala que la crítica a la presó comença ja a principis del segle xix, i utilitza els mateixos arguments que podem trobar-nos avui dia: les presons no disminueixen la taxa de la criminalitat, la detenció provoca la reincidència i fins i tot fabrica delinqüents, els ex-presos tindran molta dificultat perquè la societat els accepti, la presó fa caure en la misèria a la família del detingut… Ara bé, malgrat aquestes crítiques, la presó s'ha seguit defensant com el millor instrument de pena sempre que es mantinguin certs principis (que ja apareixien a mitjans del segle xviii):
- Principi de la correcció: La detenció penal ha de tenir com a funció essencial la transformació del comportament de l'individu.
- Principi de la classificació: Els detinguts han d'estar repartits segons criteris com la seva edat, les seves disposicions, les tècniques de correcció que es van a utilitzar amb ells i les fases de la seva transformació.
- Principi de la modulació de les penes: El desenvolupament de les penes deu poder modificar-se d'acord amb la individualitat dels detinguts.
- Principi del treball com a obligació i com a dret: El treball ha de ser un dels elements essencials de la transformació i de la socialització progressiva del detingut.
- Principi de l'educació penitenciària: L'educació del detingut és una precaució en interès de la societat alhora que una obligació enfront del detingut.
- Principi del control tècnic de la detenció: El règim de la presó ha de ser controlat per un personal especialitzat que posseeixi la capacitat moral i tècnica per vetllar per la bona formació dels individus.
- Principi de les institucions annexes: La presó ha d'anar seguida de mesures de control i d'assistència fins a la readaptació definitiva de l'antic detingut.

Segons Foucault, progressivament les tècniques de la institució penal es transporten al cos social sencer, la qual cosa té diversos efectes importants:
- Es produeix una gradació contínua entre el desordre, la infracció i la desviació respecte de la regla. En realitat, la desviació i l'anomalia (que porta amb si el desordre, el crim, la bogeria) obsessionen a les diferents institucions (escola, hospital, presó...).
- Apareixen una sèrie de canals a través dels quals es recluta als “delinqüents”, que amb freqüència passen al llarg de les seves vides per les institucions que estan destinades precisament a prevenir i evitar el delicte: reformatoris, institucions d'assistència, presons...
- En la gradació contínua dels aparells de disciplina, la presó no suposa més que un grau suplementari en la intensitat del mecanisme que actua ja des de les primeres sancions. «En la seva funció, aquest poder de castigar no és essencialment diferent del de curar o el d'educar».[5]
- A tot arreu ens trobem jutges de la normalitat: el professor-jutge, el mètge-jutge, el treballador social-jutge...
- El teixit penitenciari de la societat és alhora l'instrument per a la formació del saber que el poder necessita. Les ciències humanes han estat possibles perquè s'acomodaven a aquesta forma específica de poder.